# Arctosa transvaalana
Arctosa transvaalana är en spindelart som beskrevs av Roewer 1960. Arctosa transvaalana ingår i släktet Arctosa och familjen vargspindlar. Inga underarter finns listade i Catalogue of Life.